# Răpujineț, Zastavna
Răpujineț, întâlnit și sub forma Repujineț sau Răpuseni (între 1942-1944) (în ucraineană Репужинці, transliterat: Repujînți și în germană Repuzynetz) este un sat reședință de comună în raionul Zastavna din regiunea Cernăuți (Ucraina). Are 1,936 locuitori, preponderent  ucraineni (ruteni).
Satul este situat la o altitudine de 247 metri, pe malul râului Nistru, în partea de nord a raionului Zastavna. 
Este cea mai nordică localitate a Bucovinei, iar în perioada interbelică a fost cea mai nordică localitate a României.

## Istorie
Localitatea Răpujineț a făcut parte încă de la înființare din regiunea istorică Bucovina a Principatului Moldovei. În ianuarie 1775, ca urmare a atitudinii de neutralitate pe care a avut-o în timpul conflictului militar dintre Turcia și Rusia (1768-1774), Imperiul Habsburgic (Austria de astăzi) a primit o parte din teritoriul Moldovei, teritoriu cunoscut sub denumirea de Bucovina. După anexarea Bucovinei de către Imperiul Habsburgic în anul 1775, localitatea Răpujineț a făcut parte din Ducatul Bucovinei, guvernat de către austrieci, făcând parte din districtul Zastavna (în germană Zastawna). 
După Unirea Bucovinei cu România la 28 noiembrie 1918, satul Răpujineț a făcut parte din componența României, în Plasa Nistrului a județului Cernăuți. Pe atunci, majoritatea populației era formată din ucraineni, existând și o comunitate de români. 
Ca urmare a Pactului Ribbentrop-Molotov (1939), Bucovina de Nord a fost anexată de către URSS la 28 iunie 1940, reintrând în componența României în perioada 1941-1944. Apoi, Bucovina de Nord a fost reocupată de către URSS în anul 1944 și integrată în componența RSS Ucrainene. 
Începând din anul 1991, satul Răpujineț face parte din raionul Zastavna al regiunii Cernăuți din cadrul Ucrainei independente. Conform recensământului din 1989, numărul locuitorilor care s-au declarat români plus moldoveni era de 3 (2+1), reprezentând 0,18% din populație . În prezent, satul are 1.936 locuitori, preponderent ucraineni.

## Demografie
Componența lingvistică a comunei Răpujineț
     Ucraineană (99,48%)
     Alte limbi (0,52%)
Conform recensământului din 2001, majoritatea populației comunei Răpujineț era vorbitoare de ucraineană (99,48%), existând în minoritate și vorbitori de alte limbi.
1989: 1.794 (recensământ)
2007: 1.936 (estimare)

### Recensământul din 1930
Componența etnică a comunei Răpujineț (județul Cernăuți)
     Români (4,33%)
     Ruteni (92,07%)
     Evrei (2,29%)
     Polonezi (1,23%)
     Germani (0,08%)
Componența confesională a comunei Răpujineț
     Ortodocși (94,73%)
     Romano-catolici (1,54%)
     Mozaici (2,29%)
     Altă religie (1,44%)
Conform recensământului efectuat în 1930, populația comunei Răpujineț se ridica la 1.615 locuitori. Majoritatea locuitorilor erau ruteni (92,07%), cu o minoritate de români (4,33%), una de evrei (2,29%), una de polonezi (1,23%) și una de germani (0,08%). Din punct de vedere confesional, majoritatea locuitorilor erau ortodocși (94,73%), dar existau și mozaici (2,29%) și romano-catolici (1,54%). Alte persoane au declarat: greco-catolici (8 persoane), evanghelici\luterani (2 persoane), altă religie (5 persoane) și fără religie (1 persoană).